# Mary Beard
Winifred Mary Beard, OBE, FBA, FSA (Much Wenlock, Shropshire, Anglaterra, 1 de gener de 1955), és una catedràtica d'estudis clàssics a la Universitat de Cambridge, on es graduà i doctorà, al 1977 i 1982 respectivament i on ha desenvolupat el gruix de la seva carrera docent. També ha estat professora al King’s College d'Oxford i professora visitant a la Universitat de Califòrnia a Berkeley.
És una de les especialistes més rellevants sobre l'antiguitat i una de les intel·lectuals britàniques més influents del moment. Autora d'obres de referència com The Roman Triumph (El triomf romà) (2008), Pompeii (Pompeia) (2009) i SPQR: A history of Ancient Rome (SPQR: una història de l'antiga Roma) (2016), és també una destacada feminista que ha defensat la veu pública de les dones.
Ha col·laborat assíduament als mitjans de comunicació com a divulgadora de la història antiga. Des del 1992 és editora de la secció de «Clàssics» del suplement literari de The Times, on escriu el blog A Don's Life, i ha participat en sèries de divulgació de la BBC com, per exemple, Pompeii: Life and Death in a Roman Town (2010) i Meet the Romans with Mary Beard (2012).

## Premis i reconeixements
Ha rebut l'Orde de l'Imperi Britànic (2013), la Medalla Bodley de la Universitat d'Oxford (2016) i la Medalla Getty (2019). Ha estat guanyadora del Premi Princesa d'Astúries de Ciències Socials de 2016, i ha estat investida Doctora Honoris Causa per diverses universitats, entre les quals la Universitat Carles III de Madrid, la Universitat Radboud d'Holanda, la Universitat Yale i la Universitat Oberta de Catalunya el 30 d'octubre de 2019.

## Obra
- Rome in the Late Republic (with Michael Crawford, 1985, revised 1999); ISBN 0-7156-2928-X
- The Good Working Mother's Guide (1989); ISBN 0-7156-2278-1
- Pagan Priests: Religion and Power in the Ancient World (as editor with John North, 1990); ISBN 0-7156-2206-4
- Classics: A Very Short Introduction (with John Henderson, 1995); ISBN 0-19-285313-9
- Religions of Rome (with John North and Simon Price, 1998); ISBN 0-521-30401-6 (vol. 1), ISBN 0-521-45015-2 (vol. 2)
- The Invention of Jane Harrison (Harvard University Press, 2000); ISBN 0-674-00212-1
- Classical Art from Greece to Rome (with John Henderson, 2001); ISBN 0-19-284237-4
- The Parthenon (Harvard University Press, 2002); ISBN 1-86197-292-X
- The Colosseum (with Keith Hopkins, Harvard University Press, 2005); ISBN 1-86197-407-8
- The Roman Triumph (Harvard University Press, 2007); ISBN 0-674-02613-6
- Pompeii: The Life of a Roman Town (2008); ISBN 1-86197-516-3 (US title: The Fires of Vesuvius: Pompeii Lost and Found; Harvard University Press)
- Confronting the Classics: Traditions, Adventures and Innovations (Profile Books, 2013); ISBN 1-78125-048-0
- Laughter in Ancient Rome: On Joking, Tickling, and Cracking Up (University of California Press, 2014); ISBN 0-520-27716-3
- SPQR: A History of Ancient Rome (Profile Books, 2016); ISBN 9780871404237
- Women & Power: A Manifesto (Profile Books, 2017 / Liveright Publishing, 2017); ISBN 9781788160605
- Civilisations: How Do We Look / The Eye of Faith (Profile Books, 2018 / Liveright Publishing, 2018, published in the U.S. as How Do We Look: The Body, the Divine, and the Question of Civilization; ISBN 978-1781259993
- Twelve Caesars: Images of Power from the Ancient World to the Modern (Princeton University Press, 2021) ISBN 978-0691222363

### Traduccions al català
- Beard, Mary; Llisterri, Anna (trad.). La veu i el poder de les dones [Women & Power: A Manifesto].  Arcàdia, 2017, p. 59. ISBN 9788494616396.